# إمبراطورية ثيسالونيكة
إمبراطورية ثيسالونيكة (تُعرف أيضًا باسم ثيسالونيكي وسالونيك، وفي اللغة اليونانية: Αυτοκρατορία της Θεσσαλονίκης) مصطلح شائع بين بعض الباحثين الحديثين عند الإشارة إلى الولاية اليونانية البيزنطية قصيرة الأجل التي قامت في مدينة ثيسالونيكة بين عام 1224 وعام 1246 (أو عام 1242 في أضيق الحدود وأدقها)، تحت حكم سلالة كومنينوس دوقاس الذي حكم إبيروس. في زمان تأسيس إمبراطورية ثيسالونيكة كانت –تحت قيادة الحاكم القدير ثيودور كومنينوس دوقاس– تُنافس إمبراطورية نيقية والإمبراطورية البلغارية الثانية بوصفها أقوى دولة في المنطقة، وكانت تتطلع إلى الاستحواذ على مدينة القسطنطينية، لوضع حد للإمبراطورية اللاتينية، واستعادة الإمبراطورية البيزنطية التي كانت قد انحلّت في عام 1204.
كان صعود إمبراطورية ثيسالونيكة وجيزًا، إذ انحلت بمعركة كلوكتنيستا الكارثية التي كانت ضد بلغاريا في عام 1230، وأُسر فيها ثيودور كومنينوس دوقاس. خلف ثيودورَ أخوه مانويل كومنينوس دوقاس، الذي قلّت رتبته إلى تابع بلغاري، ولم يكن بوسعه أن يحُول دون خسارة أغلب فتوحات أخيه في مقدونيا وتراقيا، في حين أن العصب الأصلي للدولة، أي مدينة إبيروس، تحررت تحت قيادة مايكل كومنينوس دوقاس الثاني. استرد ثيودور مدينة ثيسالونيكة في عام 1237، ونصّب ابنه جون كومنينوس دوقاس حاكمًا لها، ومن بعده ديمتريوس أنجيلوس دوكاس، في حين أن مانويل استولى على ثيساليا بدعم من إمبراطورية نيقية. حمل حكام ثيسالونيكة اللقب الإمبراطوري من عام 1225 (أو عام 1227) إلى عام 1242، حين اضطُروا إلى التخلي عنه والاعتراف بسيادة إمبراطورية نيقية المنافسة. واصلت سلالة كومنينوس دوقاس الاستبداد بحكم ثيسالونيكة مدة 4 أعوام بعد ذلك، لكن في عام 1246 انضمت المدينة إلى إمبراطورية نيقية.

## خلفية
بعد أن أدت الحملة الصليبية الرابعة إلى الاستيلاء على القسطنطينية في شهر إبريل من عام 1204، انحلت الإمبراطورية البيزنطية وانقسمت بين قادة الحملة الصليبية وجمهورية البندقية. أقيمت الإمبراطورية اللاتينية في مدينة القسطنطينية نفسها، في حين أن معظم البر الرئيس اليوناني الشمالي والشرقي صار إلى مملكة ثيسالونيكة تحت قيادة بونيفيس (ماركيز مونفيراتو). في نفس الوقت ظهرت دولتان يونانيتان بيزنطيتان أصليتان لمنافسة اللاتينيين والمطالبة بالميراث البيزنطي، وهما الدولة المدعوة إمبراطورية نيقية تحت قيادة ثيودور الأول كومنينوس لاسكاريس في آسيا الصغرى، والدولة المسماة إمبراطورية إبيروس في غرب اليونان تحت قيادة مايكل كومنينوس دوقاس الأول، في حين أن دولة ثالثة عُرفت باسم إمبراطورية طرابزون أسست لنفسها كيانًا منفصلًا لدى السواحل النائية في بنطس. بعد ذلك بوقت قصير مدّد مايكل كومنينوس دوقاس الأول دولته إلى مدينة ثيساليا، قبل أن يستحوذ خليفته، ثيودور كومنينوس دوقاس، على مدينة ثيسالونيكة في عام 1224.